# Автошлях Т 0511
Автошля́х Т 0511 — автомобільний шлях територіального значення у Донецькій області. Пролягає територією Єнакієвської, Макіївської, Харцизької міськрад та Шахтарського району через Єнакієве—Нижню Кринку—Красний Октябр—Харцизьк. Загальна довжина — 26 км.

## Маршрут
Автошлях проходить через такі населені пункти:
| Автошлях Т 0511       |           |
| Донецька область      |           |
| Єнакієвська міськрада |           |
| Єнакієве              | E50М04    |
| Шахтарський район     |           |
| Розівка               |           |
| Макіївська міськрада  |           |
| Нижня Кринка          |           |
| Красний Октябр        |           |
| Харцизька міська рада |           |
| Харцизьк              | Н21Т 0507 |